# Ron Jessie
Ron Jessie (* 4. Februar 1948 in Yuma, Arizona; † 13. Januar 2006 in Huntington Beach, Kalifornien) war ein US-amerikanischer American-Football-Spieler.
Jessie, der bereits an der University of Kansas Football spielte, begann seine Profilaufbahn 1971 bei den Dallas Cowboys, wechselte jedoch noch im selben Sommer zu den Detroit Lions, wo er vier Saisons spielte. 1975 wechselte Jessie zu den Los Angeles Rams. Sein bestes Jahr war 1976, als er nach 34 Pässen für 779 Yards und sechs Touchdowns für die Rams in den Pro Bowl, das All-Star-Game der National Football League (NFL), berufen wurde.
1979 erreichte er mit seinem Team den Super Bowl, eine Verletzung verhinderte jedoch seinen Einsatz bei der 19:31-Niederlage gegen die Pittsburgh Steelers. Zwei weitere Jahre spielte Jessie für die Buffalo Bills, 1981 beendete er seine Karriere nach 265 Receptions für 4,276 Yards und 30 Touchdowns. Insgesamt spielte er elf Saisons in der NFL.
Jessie starb an einem Herzinfarkt und hinterließ seine Ehefrau Sharon, Tochter Felicia und zwei Söhne, Brendan und Ron Jr.